# Ławy (powiat warszawski zachodni)
Ławy – wieś w Polsce położona w województwie mazowieckim, w powiecie warszawskim zachodnim, w gminie Leszno.
Wieś wchodzi w skład sołectwa Wólka.
Wieś założona była w połowie XIX wieku. Pod koniec XX wieku tereny wsi zostały wykupione przez Kampinoski Park Narodowy, budynki zostały rozebrane, a grunty ponownie zalesione. 
Przez tereny byłej wsi wiedzie  Południowy Szlak Leśny.
| SIMC    | Nazwa         | Rodzaj    |
| ------- | ------------- | --------- |
| 1058993 | Wyględy Górne | część wsi |

W latach 1975–1998 miejscowość należała administracyjnie do województwa warszawskiego.